# Issa Modibo Sidibé
Issa Modibo Sidibé (Arlit, 3 giugno 1992) è un calciatore nigerino, attaccante del Mulhouse.

## Carriera

### Club
Dopo aver giocato nella massima serie del Niger ed in quella sudafricana, dall'agosto 2013 al dicembre 2013 ha militato nel Dnepr Mogilev, con cui ha giocato 3 partite nella massima serie bielorussa.
Successivamente militerà in Algeria nell'ASM Oran, in Guinea nell'Hafia e in Kirghizistan nell'Alay Osh.

### Nazionale
Fa parte della Nazionale del Niger, con la cui maglia ha preso parte alla Coppa d'Africa 2013.